# Les Derniers jours de Muhammad
Les Derniers jours de Muhammad est un essai publié en 2016 de la tunisienne Hela Ouardi, professeure à l'université de Tunis - El Manar et autrice spécialiste de l'islam.

## Présentation
Hela Ouardi utilise d'anciennes sources chiites et sunnites, parfois contradictoires, afin de définir l’image humaine du prophète majeur Mahomet, fondateur de l'islam. Selon la tradition islamique, il est né à La Mecque vers 570 et mort à Médine en 632. Héla Ouadi décrit de manière chronologique les derniers mois de Mahomet de 631 à juin 632, et en particulier la dernière semaine de sa vie.
Hela Ouardi s'interroge sur la fiabilité des sources postérieures de plus d’un siècle à la vie de Muhammad. En effet, celles-ci sont élaborées dans un contexte de guerre civile afin de finaliser une « histoire sacralisée » du Prophète et renforcer un pouvoir politique.
Plusieurs évènements sont traités par l'auteure : le testament du Prophète non écrit, une tentative d’assassinat au retour de la bataille de Tabouk, les vols et les razzias permis par le Prophète. Le Prophète est-il mort de pleurésie ou d'empoisonnement? Les deux possibilités ont leurs partisans et leurs incohérences, son enterrement après trois jours d'attente…,,.
Les conditions qui ont marqué la succession du prophète ont inauguré une pratique du pouvoir, en terre d'Islam, constituée d’intrigues et de violences. Hela Ouardi explique que l’origine de ces conflits tient à la décision de Mahomet de désigner comme successeur, Ali ibn Abi Talib, son cousin qui a épousé Fatima Zahra, fille de Mahomet. Son entourage et ses proches compagnons l'empêche d’exprimer cette dernière décision. Une défiance se fait alors jour entre le prophète et ses compagnons. Le premier califat, avec le beau père de Mahomet, Abou Bakr As-Siddiq, à sa tête, est installé dans un bain de sang. Le cadavre du prophète est abandonné pendant trois jours sans sépulture, avant d’être inhumé en catimini la nuit, alors que sa dépouille commençait à se décomposer,. Alors que la tradition musulmane explicite peu les raisons de l'abandon du cadavre du Prophète, Hela Ouardi présente comme hypothèse l'accaparement des différents protagonistes dans la guerre de succession pour prendre le pouvoir de la communauté. Ainsi, Hela Ouardi évoque une manœuvre politique, donnant le temps à Abou Bakr As-Siddiq de prendre le pouvoir en écartant Ali ibn Abi Talib.

## Censure
En 2016, les autorités du Sénégal interdisent à la vente l'ouvrage de Hela Ouardi, Les Derniers jours de Muhammad, pour cause de blasphème contre l’islam, après une décision du président Macky Sall.
En Algérie, lors du Salon international du livre d’Alger de 2022, un officier des douanes, notifie aux éditions Koukou l’interdiction de douze ouvrages dont Les Derniers jours de Muhammad et Les Califes maudits de Hela Ouardi . En janvier 2025, il est de nouveau interdit à la vente par les autorités de Béjaïa, où les censeurs considèrent qu'il est « non conforme aux enseignements de notre religion, car comportant des idées toxiques au sujet de la vie de notre honorable Prophète ».

## Publication
- Hela Ouardi, Les Derniers jours de Muhammad, Paris, Albin Michel, coll. « Spiritualités », 2 mars 2016, 365 p., 22,5 x 3 x 14,5 cm (ISBN 978-2-226-31644-8 et 2-226-31644-2)